# Gros-Morne
Gros-Morne är en ort och kommun i Martinique.   Den ligger i den centrala delen av Martinique, 13 km nordost om huvudstaden Fort-de-France.